# Feroleto Antico
Feroleto Antico là một đô thị thuộc tỉnh Catanzaro trong vùng Calabria của nước Ý. Đô thị này có diện tích 21 km2, dân số là 2274 người..